# Jean Pateau
Jean Pateau, né en 1966 aux Sables-d'Olonne (Vendée, France), est un moine et théologien bénédictin français, abbé de l'abbaye Notre-Dame de Fontgombault depuis 2011.

## Biographie
Organiste dans sa paroisse des Sables-d'Olonne, il est séduit par le monachisme au travers du chant grégorien alors qu'il est encore au lycée.
En 1988, il enseigne la physique au collège Stanislas, à Paris après avoir obtenu une agrégation de physique.
Il entre à l'abbaye Notre-Dame de Fontgombault en 1990.
Il est ordonné prêtre en 1998, devient chantre et prieur de l'abbaye, avant d'en être élu l'abbé le 18 août 2011, succédant ainsi à Antoine Forgeot. Il reçoit la bénédiction abbatiale des mains d'Armand Maillard, archevêque de Bourges, le 7 octobre suivant, au cours d'une messe célébrée selon la forme extraordinaire du rite romain.
Conformément à sa nomination par l'abbé de Solesmes — Philippe Dupont —, Pateau est parallèlement installé comme administrateur de l'abbaye Saint-Paul de Wisques le 10 octobre 2013, en présence de Jean-Paul Jaeger. Son mandat prend fin le 4 juin 2016. Lui succède alors Philippe Germain de Montauzan, qui devient le sixième abbé du monastère.

## Prises de position

### Mariage homosexuel
En 2013, Jean Pateau soutient le maire de Fontgombault, Jacques Tissier, qui prévient qu'il démissionnerait dans le cas où il devrait être contraint de célébrer un mariage homosexuel. L'abbé précise : « si l'État a légiféré en estimant qu'offrir à des homosexuels la possibilité d'un « mariage » est un plus, il n'aurait pas été au moins hors de propos de respecter la conscience de la personne qui aurait la responsabilité de les déclarer mariés. Ce dernier est un homme, responsable de ses actes et de ce qu'il dit, non un robot. De par sa dignité, il ne doit pas être contraint d'agir contre sa conscience ou de déclarer vrai ce qu'il sait n'être que parodie ».

### Concile Vatican II
Sur le IIe concile œcuménique du Vatican, il écrit : « s'il est vrai que le concile n'a proposé aucune doctrine au moyen d'un acte définitif, cela ne signifie pas pour autant que le concile transmettait simplement une doctrine provisoire ou encore des opinions autorisées. Il est clair que les affirmations du concile qui reprennent des vérités de foi ou des enseignements ayant été antérieurement proposés comme définitifs par l'Église requièrent une adhésion pleine et définitive. Les autres enseignements doctrinaux du concile requièrent des fidèles un assentiment religieux de la volonté et de l'intelligence qui est de l'ordre de l'obéissance ».

### Liturgie
Il appelle à une réforme de la réforme liturgique issue de Vatican II, et se place dans l'herméneutique de la continuité de Benoit XVI.

## Œuvre
- Jean Pateau, Le salut des enfants morts sans baptême, Paris, Artège, 2017.